# Osvaldo José Martins Júnior
Juninho (little Júnior) full name Osvaldo José Martins Júnior (sinh ngày 7 tháng 7 năm 1982) là một cầu thủ bóng đá người Brasil hiện tại thi đấu cho đội bóng tại Giải bóng đá Nhật Bản ReinMeer Aomori FC.

## Sự nghiệp
Anh cũng thi đấu cho Marília.
Anh ký bản hợp đồng 3 tháng vào tháng 6 năm 2007 với Brasilis.
Vào tháng 7 năm 2015, Juninho thử việc tại đội bóng ở Giải bóng đá ngoại hạng Azerbaijan Kapaz PFK. Juninho rời khỏi câu lạc bộ vào tháng 5 năm 2016, sau khi hợp đồng hết hạn.

## Thống kê câu lạc bộ
| Thành tích câu lạc bộ | Thành tích câu lạc bộ | Thành tích câu lạc bộ              | Giải vô địch | Giải vô địch | Cúp     | Cúp       | Cúp Liên đoàn | Cúp Liên đoàn | Châu lục | Châu lục  | Tổng cộng | Tổng cộng |
| Mùa giải              | Câu lạc bộ            | Giải vô địch                       | Số trận      | Bàn thắng    | Số trận | Bàn thắng | Số trận       | Bàn thắng     | Số trận  | Bàn thắng | Số trận   | Bàn thắng |
| --------------------- | --------------------- | ---------------------------------- | ------------ | ------------ | ------- | --------- | ------------- | ------------- | -------- | --------- | --------- | --------- |
| 2002                  | Shimizu S-Pulse       | J1 League                          | 0            | 0            | 0       | 0         | 0             | 0             | 0        | 0         | 0         | 0         |
| 2003                  | Ventforet Kofu        | J2 League                          | 4            | 0            | 0       | 0         | -             | -             | 0        | 0         | 4         | 0         |
| 2003                  | Sagan Tosu            | J2 League                          | 19           | 1            | 1       | 0         | -             | -             | 0        | 0         | 20        | 1         |
| 2007–08               | Khazar Lankaran       | Giải bóng đá ngoại hạng Azerbaijan | 11           | 3            | 12      | 3         | -             | -             | 2        | 1         | 13        | 7         |
| 2008–09               | Khazar Lankaran       | Giải bóng đá ngoại hạng Azerbaijan | 21           | 1            | 12      | 1         | -             | -             | 1        | 0         | 22        | 2         |
| 2009–10               | Khazar Lankaran       | Giải bóng đá ngoại hạng Azerbaijan | 21           | 2            | 12      | 0         | -             | -             | -        | -         | 21        | 2         |
| 2010–11               | FK Baku               | Giải bóng đá ngoại hạng Azerbaijan | 14           | 1            | 0       | 0         | -             | -             | 0        | 0         | 14        | 1         |
| 2015–16               | Kapaz                 | Giải bóng đá ngoại hạng Azerbaijan | 33           | 6            | 1       | 0         | -             | -             | -        | -         | 34        | 6         |
| Tổng cộng             | Nhật Bản              | Nhật Bản                           | 23           | 1            | 1       | 0         | 0             | 0             | 0        | 0         | 24        | 1         |
| Tổng cộng             | Azerbaijan            | Azerbaijan                         | 79           | 11           | 13      | 4         | —             | —             | 3        | 1         | 82        | 12        |
| Tổng cộng sự nghiệp   | Tổng cộng sự nghiệp   | Tổng cộng sự nghiệp                | 102          | 12           | 14      | 4         | 0             | 0             | 3        | 1         | 119       | 17        |